# Kitty O’Neil
Kitty O’Neil (* 24. März 1946 in Corpus Christi, Texas; † 2. November 2018 in Eureka, South Dakota) war eine US-amerikanische Rennfahrerin und Stuntfrau. Sie galt von 1976 bis 2019 als schnellste Frau der Welt in einem Landfahrzeug.

## Leben
Kitty O’Neil war die Tochter eines Luftwaffenoffiziers und einer amerikanischen Ureinwohnerin vom Stamm der Cherokee. Sie erkrankte im Alter von fünf Monaten gleichzeitig an Mumps, Masern und Pocken und verlor daraufhin ihr Gehör. Ihre Mutter schaffte es trotzdem, ihr das Sprechen beizubringen, und sie lernte auch Lippenlesen. Sie konnte später sogar Klavier und Cello spielen. Kitty O’Neils Vater starb bei einem Flugzeugabsturz, als sie noch ein Kind war. Als Jugendliche war sie erfolgreiche Wasserspringerin und galt als Mitfavoritin für die Qualifikation zu den Olympischen Spielen 1964, brach sich vor dem entscheidenden Wettkampf jedoch das Handgelenk.
Als Erwachsene erkrankte O’Neil an einer schweren Gehirnhautentzündung. Sie ignorierte die Diagnose der Ärzte, dass sie vielleicht nie wieder laufen könne, lernte ihre Beine zu kontrollieren und konnte zwei Wochen später das Krankenbett verlassen. Da sie durch die Krankheit beim Wasserspringen vieles neu hätte erlernen müssen, wandte sie sich neuen Interessen zu.

„Ich wurde krank und musste deshalb von vorn anfangen. Das wurde mir zu langweilig. Ich wollte was Schnelles machen. Speed. Motorrad. Wasserski. Boot. Alles Mögliche.“

Noch bevor sie 30 Jahre alt wurde, erkrankte sie an Krebs und musste sich zwei Operationen unterziehen.
In den 1970er Jahren brach sie mehrere Geschwindigkeitsrekorde zu Lande und zu Wasser und stellte neue auf. Ihr Mann hatte sie mit William Fredrick bekannt gemacht, der in Hollywood ein Fachmann für Spezialeffekte war, außerdem Raketenfahrzeuge baute und ihr einen Platz im Cockpit eines solchen möglich machte. Am 6. Dezember 1976 erreichte sie in der Alvord Desert im Bundesstaat Oregon mit dem Raketenauto SMI Motivator eine Geschwindigkeit von 990 km/h, nur wenige km/h langsamer als der damalige Geschwindigkeitsrekord für Landfahrzeuge. Da die SMI Motivator jedoch nur drei Räder hatte, wurde der Rekord von der FIA – dem Automobil-Weltverband – nicht anerkannt. Die FIM – der Motorrad-Weltverband – jedoch sprach ihr die Rekordgeschwindigkeit von 825,13 km/h zu, die sich aus einem Durchschnittswert von zwei Läufen errechnet. Kitty O’Neil übertraf damit den Wert der bis dahin schnellsten Frau in einem Landfahrzeug und hielt diesen Rekord bis zum August 2019. O’Neil wollte am 7. Dezember einen zweiten Versuch wagen, um auch den Männerrekord zu brechen, durfte jedoch nicht mehr starten. Ihr Vertrag belief sich nur auf das Brechen des Rekords der Frauen, weitere Rennen sollte der Regisseur Hal Needham fahren. O’Neil versuchte erfolglos, über eine Klage einen weiteren Start im Fahrzeug zu erreichen, dessen Leistung sie bei ihrem Rekord nur zu 60 % ausgeschöpft hatte. Ebenfalls in den 1970er Jahren nahm sie an Motorrad-, Rennboot- und Beschleunigungsrennen teil.
Anschließend wandte sie sich dem Filmgeschäft zu und arbeitete mehrere Jahre als Stuntfrau, unter anderem in Die Sieben-Millionen-Dollar-Frau, Baretta, Verschollen im Bermuda-Dreieck, 30. September 1955, Blues Brothers und Das ausgekochte Schlitzohr ist wieder auf Achse. Für die Fernsehserie Wonder Woman sprang sie vom Dach des Hilton Hotels in Los Angeles in ein Luftkissen und stellte mit einer Höhe von 40 Metern erneut einen Rekord für Frauen auf. Sie übertraf diesen Rekord kurze Zeit später, als sie aus einem Hubschrauber aus einer Höhe von 55 Metern sprang.
Kitty O’Neil hat in ihrem Leben insgesamt 22 Geschwindigkeitsrekorde zu Lande und zu Wasser aufgestellt.
1982, nachdem mehrere Stuntmen während Dreharbeiten tödlich verunglückt waren, zog sich Kitty O’Neil ins Privatleben zurück. Sie engagierte sich für einen Verein, der sich für die Früherkennung und Prävention von Brustkrebs einsetzt. Sie starb am 2. November 2018 im Alter von 72 Jahren in Eureka an den Folgen einer Lungenentzündung.
2019 wurde sie mit dem Oscar in Memoriam ausgezeichnet.

## Trivia

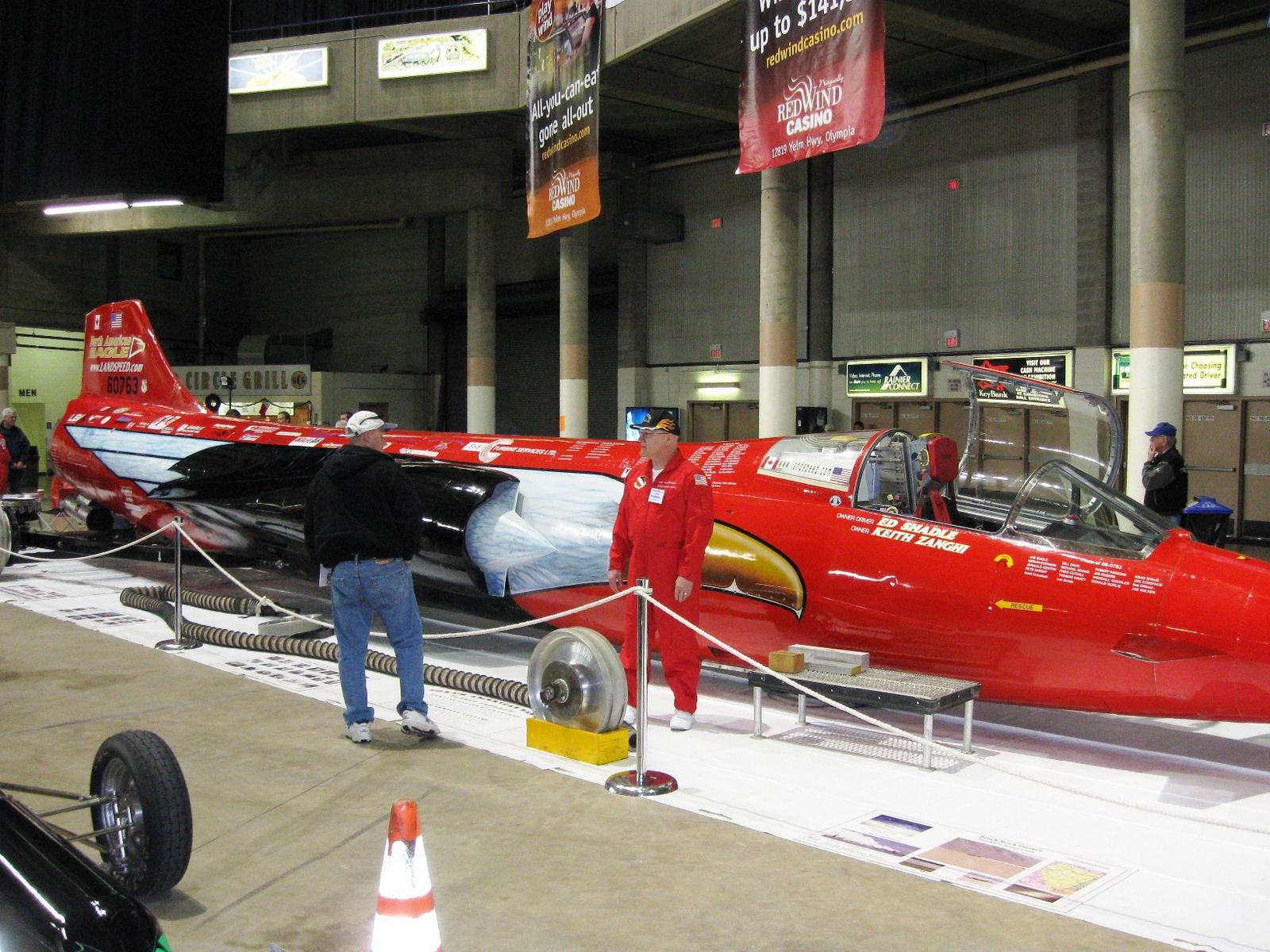
North American Eagle

Kitty O’Neils Geschwindigkeitsrekord für Frauen bestand bis August 2019. Die Fernsehmoderatorin und Rennfahrerin Jessi Combs, die unter anderem Co-Moderatorin bei Overhaulin’ war, versuchte mehrmals, den Rekord zu brechen. O’Neil erklärte in einem Interview, sie hätte Combs persönlich getroffen und wäre stolz auf sie. Sie fügte hinzu, dass falls Combs ihren Rekord bräche, sie dies als Herausforderung sähe und einen neuen Rekord aufstellen würde. Am 27. August 2019, weniger als ein Jahr nachdem Kitty O’Neil verstarb, verunglückte Combs mit der North American Eagle bei einem neuerlichen Versuch, einen neuen Geschwindigkeitsrekord für Frauen aufzustellen, tödlich. Im Juni 2020 wurde Combs posthum der neue Landgeschwindigkeitsrekord für Frauen mit einer Geschwindigkeit von 841,338 km/h zugesprochen.
Kitty O’Neils Leben wurde unter dem Titel Silent Victory: The Kitty O’Neil Story von Lou Antonio mit Stockard Channing in der Hauptrolle verfilmt. O’Neil sagte über den Film, dass nur die Hälfte davon wahr sei.
Die Spielzeugfirma Mattel hatte Kitty-O’Neil-Actionfiguren im Sortiment.
2023 wurde sie zu ihrem 77. Geburtstag mit einem Google-Doodle geehrt.